# 王遵 (前燕)
王 遵（おう じゅん、生没年不詳）は、前漢が朝鮮半島に設置した植民地である楽浪郡出身の五胡十六国時代の前燕の人物。楽浪郡の漢人豪族である楽浪王氏の出身。

## 歴史
前漢代に朝鮮半島に設置した植民地である楽浪郡は、後漢末に公孫度が遼東に自立して平州牧を自称するとその管内に入り、曹魏代には平州が幽州に併合されることもあったが、武帝の咸寧二年に再度遼東を州治として平州が設置され、楽浪郡は昌黎郡、遼東国、玄菟郡、帯方郡とともに平州管内に入る。西晋末の永嘉の乱によって中原との連絡を立たれた楽浪郡の漢人勢力は、楽浪郡・帯方郡に割拠していた遼東郡の張統、及び楽浪の王遵らに率いられて鮮卑慕容部の慕容廆に帰順、慕容廆はこれを受け入れて平州管内に「楽浪郡」を「僑置」した（本拠を離れた人々を新しい土地に定着させ、かつて居住していた地域名を継承使用することを「僑置」、設置した行政区域を「僑州」「僑郡」「僑県」という）。その後、朝鮮半島の楽浪郡は高句麗の攻撃によって崩壊した。